# Base militaire de Rhodes

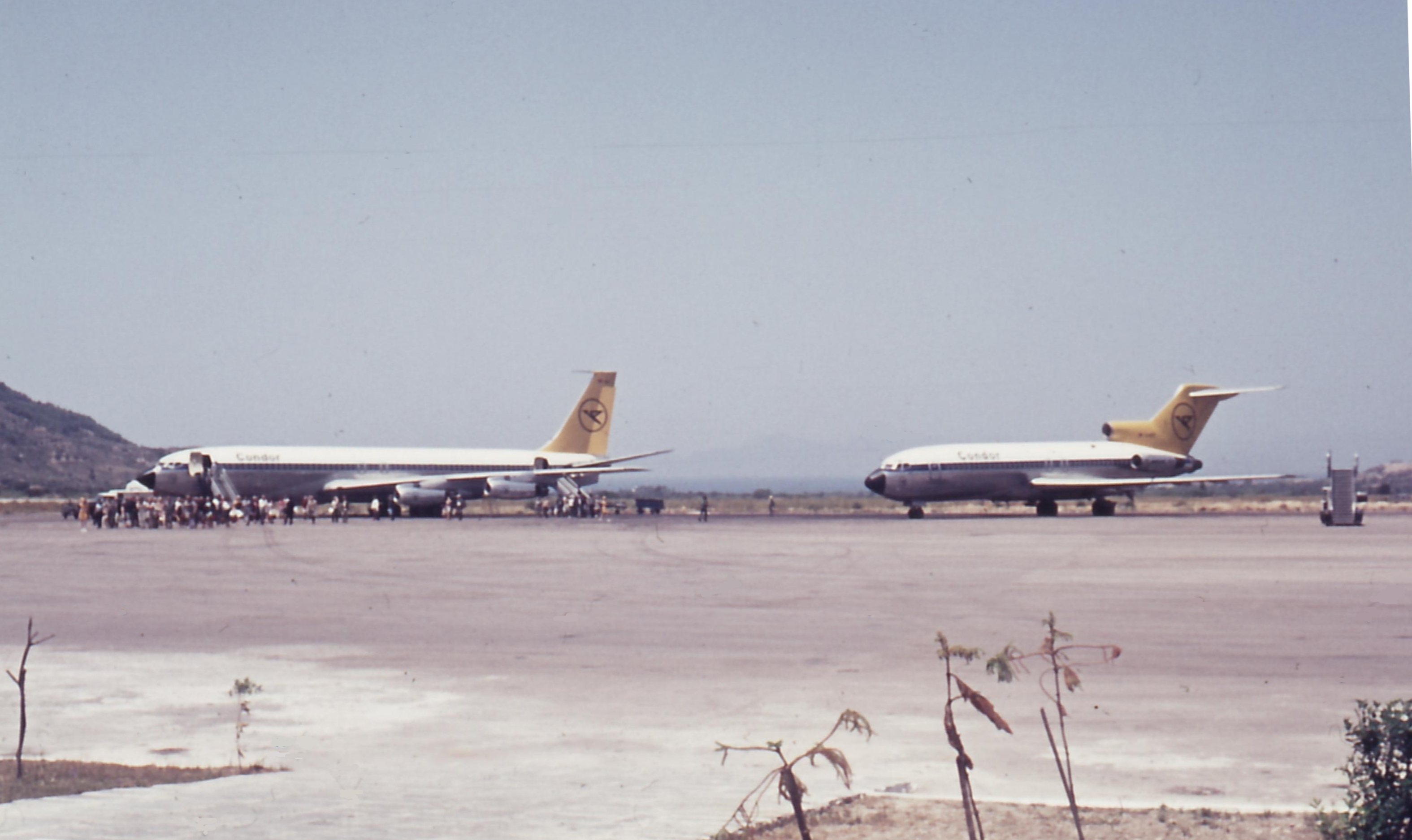
Un Boeing 707 et un 727 à l'aéroport militaire de Maritsa.

La base militaire de Rhodes ou aéroport de Maritsa (en grec moderne : Αερολιμένας Ρόδου-Μαριτσών) (ICAO: LGRD) est un aéroport militaire situé sur l'île de Rhodes en Grèce, à 14 km au sud-ouest de la ville de Rhodes, à proximité du village de Maritsa, et à 3 km au sud de l'aéroport international de Rhodes.
L'aéroport dispose de 2 pistes dont la plus longue mesure 2 400 m.

## Situation
| \| 50 km1:6 137 000 \| Agrinion Aktion Alexandreia Alexandroúpoli Andravida Áraxos Astypalée Athènes · E. Venizélos Céphalonie La Canée Chios Corfou Héraklion Icarie Ioannina Kalamata Kalymnos Karpathos Kassos Kastellórizo Kastoria Kavala Cythère Kos Kotroni Kozani Larissa Lemnos Leros Milos Mykonos Mytilène Naxos Néa Anchíalos Paros Rhodes Maritsa Samos Santorin Sitía Skiathos Skyros Sparte Syros Tanagra Tatoi Thessalonique Tripoli Tympaki Zante Kastelli |
| 50 km1:6 137 000 |